# Jätteeukalyptus
Jätteeukalyptus (Eucalyptus regnans) är en art i familjen myrtenväxter. Arten kommer ursprungligen från Tasmanien och är känd för att vara världens högsta lövträd.
Jätteeukalyptus är ett städsegrönt träd som kan bli 90 m högt. Bladen är strödda, enfärgad glänsande gröna, bladskaften är 0,8-2,5 cm långa, bladskivan lansettlik till skärformig 9–23 cm långa och 1,5–5 cm breda, bladbasen är avsmalnande. Unga plantor har 2-3 par motsatta blad, innan de blir strödda. Blomställningarna sitter vanligen i par i bladvecken och har 9-15 vita blommor i flockar. Frukten är skålformig till omvänt konisk, till 8 mm lång med bruna frön.

## Synonymer
- Eucalyptus amygdalina var. regnans (F.Muell.) F.Muell.